# Прогресс мировых рекордов на дистанции 400 метров комплексным плаванием среди юниоров в 50-метровом бассейне
Прогресс мировых рекордов среди девушек на дистанции 50 м брасс в 50-метровом бассейне — эта статья включает в себя прогрессию мирового рекорда и показывает хронологическую историю мировых рекордов в комплексном плавании на дистанции 400 метров среди юниоров не старше 18-ти лет, в 50-метровом бассейне.
В индивидуальном комплексном плавании пловец проходит дистанцию четырьмя стилями в следующем порядке: баттерфляй, на спине, брасс и вольный стиль. Каждый отрезок должен составлять ¼ от общей дистанции.
С 1 января 2015 г. признаются юношеские мировые рекорды, установленные в 25-метровом бассейне. Все рекорды должны быть установлены или в различных соревнованиях, или в индивидуальном заплыве на время в присутствии зрителей, о чем должно быть объявлено публично в афишах не позднее, чем за три дня до попытки установления рекорда. Возможна регистрация рекорда и при его установлении в дополнительном заплыве в рамках проведения официальных соревнований. В этом случае объявление за трое суток не обязательно. Дистанция должна быть пройдена в соответствии с правилами ФИНА, нарушение правил влечет за собой дисквалификацию пловца.
Обвал мировых рекордов в плавании в 2008/2009 совпал с введением полиуретановых костюмов от Speedo (LZR, 50 % полиуретана) в 2008 году и Arena (X-Glide), Adidas (Hydrofoil) и итальянского производителя плавательных костюмов Jaked (все 100 % полиуретана) в 2009 году. Запрет ФИНА на плавательный костюм из полиуретана вступил в силу в январе 2010 года..
Прогресс мировых рекордов на дистанции 400 метров комплексным плаванием у юниоров в 50-метровом бассейне
| Номер | Время    |    | Имя          | Национальность | Дата             | Соревнование     | Место             | Прим. |
| ----- | -------- | -- | ------------ | -------------- | ---------------- | ---------------- | ----------------- | ----- |
| 1     | 4: 11,17 |    | Илья Бородин | Россия         | 3 апреля 2021 г. | Чемпионат России | Казань, Россия    | [ 5 ] |
| 2     | 4: 10,02 | нр | Илья Бородин | Россия         | 23 мая 2021 г.   | Чемпионат Европы | Будапешт, Венгрия | [ 6 ] |

Условные обозначения: # — рекорд ожидает ратификации в FINA; мр — действующий рекорд мира среди взрослых; ер — действующий рекорд Европы среди взрослых; нр — действующий национальный рекорд среди взрослых.
Рекорды в стадиях: к — квалификация; пф — полуфинал; э — 1-й этап эстафеты; эк −1-й этап эстафеты квалификация; б — финал Б; † — в ходе более длинного заплыва; зв — заплыв на время.